# 영주 류빈 묘비 및 석물 일괄
영주 류빈 묘비 및 석물 일괄(榮州 柳濱 墓碑 및 石物 一括)은 대한민국 경상북도 영주시 문수면 승문리에 있는, 전주 류씨 영흥공파 종중에서 관리하고 있는 묘비 및 석물 일괄이다. 2016년 10월 6일 경상북도의 문화재자료 제647호로 지정되었다.

## 지정 사유
이 묘소의 주인공인 류빈(柳濱, 1367∼1448)은 고려말·조선초의 인물로서 전주 류씨 영흥공파의 파조이다. 조선 개국에 참여한 공으로 개국원종공신에 책봉되었다. 문중이나 민간에서는 태종과의 두터운 교분으로 인하여 특별히 그의 무덤을 ‘종릉’(鍾陵)이라 명명하였다고 하나, 이를 입증할 역사적인 기록은 없다.
류빈의 묘는 조선 초기 고관의 무덤 형식을 잘 간직하고 있다. 무덤의 하단부를 화강암으로 3단의 호석을 만들어 8각 형태로 무덤 전체를 두르고 있다. 무덤의 정면 앞에는 혼유석이 있고 그 앞에는 상석과 향로석이 위치하며 주가석(酒架石), 촉대석(燭臺石), 축판석(祝板石)까지 완비되어 있어 흔치 않은 형태를 보여준다. 그 앞쪽 좌우에는 문인석과 무인석이 각각 배치되어 있다. 묘비는 6대손인 경상도관찰사 류영순이 1606년(선조 39)에 찬술하여 세웠는데 앞·뒷면에 비문이 새겨져 있으나 뒷면은 마멸이 심한 상태이다.
묘소의 형태가 조선 초기의 독특한 무덤 양식을 잘 간직하고 있으며, 다른 일반적인 묘소에서는 보기 드문 주가석, 촉대석, 축판석까지 설치되어 잘 보존되고 있는 등 여말선초 이래 사대부가 무덤의 양식변화를 보여주는 자료로서 학술적 가치가 크다고 판단되므로 문화재자료(文化財資料)로 지정한다.

## 지정 내역
| 일련번호       | 명칭                        | 재료 | 구조·형식·형태 | 규격      | 수량 | 기타 특징                  |
| -------------- | --------------------------- | ---- | -------------- | --------- | ---- | -------------------------- |
| 文化財資料 647 | 榮州 柳濱 墓碑 및 石物 一括 | 12點 | 12點           | 12點      | 12點 | 12點                       |
| -1)            | 묘비                        | 석재 | 묘갈           | 138×62cm  | 1基  | 제작연대 : 1606년(선조 39) |
| -2)            | 8각 호석                    | 석재 | 호석,인석,못돌 | 290∼300cm | 1廓  | 제작연대 : 1448년(추정)    |
| -3)            | 혼유석                      | 석재 |                |           | 1基  | 제작연대 : 1448년(추정)    |
| -4)            | 상석                        | 석재 |                | 150×92cm  | 1基  | 제작연대 : 1448년(추정)    |
| -5)            | 향로석                      | 석재 |                | 37×19cm   | 1基  | 제작연대 : 1448년(추정)    |
| -6)            | 주가석                      | 석재 |                | 60×30cm   | 1基  | 제작연대 : 1448년(추정)    |
| -7)            | 촉대석                      | 석재 |                | 70×30cm   | 1基  | 제작연대 : 1448년(추정)    |
| -8)            | 축판석                      | 석재 |                | 30×30cm   | 1基  | 제작연대 : 1448년(추정)    |
| -9)            | 문인석                      | 석재 |                | 180×50cm  | 2基  | 제작연대 : 1448년(추정)    |
| -10)           | 무인석                      | 석재 |                | 180×50cm  | 2基  | 제작연대 : 1448년(추정)    |

## 참고 문헌
- 영주 류빈 묘비 및 석물 일괄 - 국가유산청 국가유산포털